# Чемпіонат світу з легкої атлетики 2007
Чемпіонат світу з легкої атлетики 2007 був проведений з 24 серпня по 2 вересня на стадіоні «Нагаї» в Осаці.

## Призери

### Чоловіки
| Дисципліна                | Золото | Золото      | Срібло                                                                                               | Срібло     | Бронза | Бронза     |
| ------------------------- | --- | ----------- | --- | ---------- | --- | ---------- |
| 100 метрів                | Тайсон Гей США                                                                                                  | 9,85        | Деррік Аткінс Барбадос                                                                               | 9,91 NR    | Асафа Пауелл Ямайка | 9,96       |
| 200 метрів                | Тайсон Гей США                                                                                                  | 19,76 CR    | Усейн Болт Ямайка                                                                                    | 19,91      | Воллес Спірмон США | 20,05      |
| 400 метрів                | Джеремі Ворінер США                                                                                             | 43,45 WL PB | Лашон Меррітт США                                                                                    | 43,96 PB   | Енджело Тейлор США | 44,32      |
| 800 метрів                | Алфред Кірва Єго Кенія                                                                                          | 1.47,09 SB  | Гарі Рід Канада                                                                                      | 1.47,10    | Юрій Борзаковський Росія | 1.47,39    |
| 1500 метрів               | Бернард Лагат США                                                                                               | 3.34,77     | Рашид Рамзі Бахрейн                                                                                  | 3.35,00 SB | Шедрак Кібет Корір Кенія | 3.35,04    |
| 5000 метрів               | Бернард Лагат США                                                                                               | 13.45,87    | Еліуд Кіпчоґе Кенія                                                                                  | 13.46,00   | Мозес Кіпсіро Уганда | 13.46,75   |
| 10000 метрів              | Кененіса Бекеле Ефіопія                                                                                         | 27.05,90 SB | Сілеші Сігіне Ефіопія                                                                                | 27.09,03   | Мартін Мататі Кенія | 27.12,17   |
| 110 метрів з бар'єрами    | Лю Сян КНР | 12,95       | Терренс Треммелл США                                                                                 | 12,99      | Девід Пейн США | 13,02 PB   |
| 400 метрів з бар'єрами    | Керрон Клемент США                                                                                              | 47,61 WL    | Фелікс Санчес Домініканська Республіка                                                               | 48,01 SB   | Марек Плавго Польща | 48,12 NR   |
| 3000 метрів з перешкодами | Брімін Кіпруто Кенія                                                                                            | 8.13,82     | Єзекіїль Кембої Кенія                                                                                | 8.16,94    | Річард Матілонґ Кенія | 8.17,59    |
| 4×100 метрів              | СШАДарвіс Петтон Воллес Спірмон Тайсон Гей Лерой Діксон Родні Мартін (забіг)                                    | 37,78 WL    | ЯмайкаМарвін Андерсон Усейн Болт Неста Картер Асафа Пауелл Двайт Томас (забіг) Стів Маллінгс (забіг) | 37,89 NR   | Велика БританіяКрістіан Малкольм Крейг Пікерінг Марлон Девоніш Марк Льюїс-Френсіс                                             | 37,90 SB   |
| 4×400 метрів              | СШАЛашон Меррітт Енджело Тейлор Дарольд Вільямсон Джеремі Ворінер Бершон Джексон (забіг) Керрон Клемент (забіг) | 2.55,56 WL  | Багамські ОстровиЕвард Монкер Майкл Метью Ендрей Вільямс Кріс Браун Натаніель Маккіні (забіг)        | 2.59,18 SB | ПольщаМарек Плавго Данієль Дабровський Марцин Марцинишин Кацпер Козловський Рафал Верушевський (забіг) Вітольд Банька (забіг) | 3.00,05 SB |
| Марафон                   | Люк Кібет Кенія                                                                                                 | 2:15.59     | Мубарак Гассан Шамі Катар                                                                            | 2:17.18    | Віктор Ретлін Швейцарія | 2:17.25    |
| Ходьба 20 кілометрів      | Джефферсон Перес Еквадор                                                                                        | 1:22.20     | Франсіско Хав'єр Фернандес Іспанія                                                                   | 1:22.40    | Хатем Гула Туніс | 1:22.40    |
| Ходьба 50 кілометрів      | Натан Дікс Австралія                                                                                            | 3:43.53 SB  | Йоанн Дініз Франція                                                                                  | 3:44.22 SB | Алекс Швацер Італія | 3:44.38    |
| Стрибки у висоту          | Дональд Томас Багамські Острови                                                                                 | 2,35 WL     | Ярослав Рибаков Росія                                                                                | 2,35 WL    | Кіріакос Йоанну Кіпр | 2,35 WL    |
| Стрибки з жердиною        | Бред Вокер США                                                                                                  | 5,86        | Ромен Меніль Франція                                                                                 | 5,86 SB    | Данні Еккер Німеччина | 5,81       |
| Стрибки в довжину         | Ірвінг Саладіно Панама                                                                                          | 8,57 AR     | Ендрю Гоу Італія                                                                                     | 8,47 NR    | Двайт Філліпс США | 8,30       |
| Потрійний стрибок         | Нельсон Евора Португалія                                                                                        | 17,74 NR    | Жадел Грегоріу Бразилія                                                                              | 17,59      | Волтер Девіс США | 17,33 SB   |
| Штовхання ядра            | Різ Гоффа США                                                                                                   | 22,04       | Адам Нельсон США                                                                                     | 21,61 SB   | Рутгер Сміт Нідерланди | 21,13      |
| Метання диска             | Герд Кантер Естонія                                                                                             | 68,94       | Роберт Гартінг Німеччина                                                                             | 66,68      | Рутгер Сміт Нідерланди | 66,42      |
| Метання молота            | Іван Тихон Білорусь                                                                                             | 83,63 WL    | Прімож Козмус Словенія                                                                               | 82,29      | Лібор Харфрейтаг Словаччина                                                                                                   | 81,60 SB   |
| Метання списа             | Теро Піткямякі Фінляндія                                                                                        | 90,33       | Андреас Торкільдсен Норвегія                                                                         | 88,61      | Бро Грір США | 86,21      |
| Десятиборство             | Роман Шебрле Чехія                                                                                              | 8676        | Моріс Сміт Ямайка                                                                                    | 8644 NR    | Дмитро Карпов Казахстан | 8586 SB    |

### Жінки
| Дисципліна                | Золото | Золото        | Срібло                                                                                      | Срібло         | Бронза                                                                                          | Бронза     |
| ------------------------- | --- | ------------- | ------------------------------------------------------------------------------------------- | -------------- | ----------------------------------------------------------------------------------------------- | ---------- |
| 100 метрів                | Вероніка Кемпбелл Ямайка                                                                                  | 11,01         | Лорін Вільямс США                                                                           | 11,01 SB       | Кармеліта Джетер США                                                                            | 11,02 PB   |
| 200 метрів                | Еллісон Фелікс США                                                                                        | 21,81 WL      | Вероніка Кемпбелл Ямайка                                                                    | 22,34 SB       | Сусантіка Джаясінгхе Шрі-Ланка                                                                  | 22,63      |
| 400 метрів                | Крістін Огуруоґу Велика Британія                                                                          | 49,61 PB      | Нікола Сандерс Велика Британія                                                              | 49,65 PB       | Новлін Вільямс Ямайка                                                                           | 49,66 SB   |
| 800 метрів                | Джанет Джепкосґей Кенія                                                                                   | 1.56,04 WL    | Гасна Бенгассі Марокко                                                                      | 1.56,99        | Майте Мартінес Іспанія                                                                          | 1.57,62 PB |
| 1500 метрів               | Мар'ям Юсуф Джамал Бахрейн                                                                                | 3.58,75 SB    | Ірина Ліщинська Україна                                                                     | 4.00,69 SB     | Даніела Йорданова Болгарія                                                                      | 4.00,82    |
| 5000 метрів               | Месерет Дефар Ефіопія                                                                                     | 14.57,91      | Вів'єн Черуйот Кенія                                                                        | 14.58,50       | Пріска Джеплетінг Чероно Кенія                                                                  | 14.59,21   |
| 10000 метрів              | Тірунеш Дібаба Ефіопія                                                                                    | 31.55,41 SB   | Кара Гучер США                                                                              | 32.02,05 SB    | Джо Пейві Велика Британія                                                                       | 32.03,81   |
| 100 метрів з бар'єрами    | Мішель Перрі США                                                                                          | 12,46         | Пердіта Фелісьєн Канада                                                                     | 12,49 SB       | Деллорін Енніс-Ландон Ямайка                                                                    | 12,50 PB   |
| 400 метрів з бар'єрами    | Яна Ролінсон Австралія                                                                                    | 53,31 SB      | Юлія Печонкіна Росія                                                                        | 53,50 SB       | Анна Єсєнь Польща                                                                               | 53,92      |
| 3000 метрів з перешкодами | Катерина Волкова Росія                                                                                    | 9.06,57 CR PB | Тетяна Архипова Росія                                                                       | 9.09,19 PB     | Юніс Джепкорір Кенія                                                                            | 9.20,09    |
| 4×100 метрів              | СШАЛорін Вільямс Еллісон Фелікс Мікель Барбер Торрі Едвардс Кармеліта Джетер (забіг) Мішель Льюїс (забіг) | 41,98 WL      | ЯмайкаШері-Енн Брукс Керрон Стюарт Сімона Фейсі Вероніка Кемпбелл Шеллі-Енн Фрейзер (забіг) | 42,01 SB       | БельгіяОлівія Борле Ганна Марієн Елоді Уедраоґо Кім Геварт                                      | 42,75 NR   |
| 4×400 метрів              | СШАДіді Троттер Еллісон Фелікс Мері Вайнберг Саня Річардс Монік Геннаган (забіг) Наташа Гастінгс (забіг)  | 3.18,55 WL    | ЯмайкаШеріка Вільямс Шеріфа Ллойд Давіта Прендергаст Новлін Вільямс Анастасія Лерой (забіг) | 3.19,73 NR     | Велика БританіяКрістін Огуруоґу Мерілін Окоро Лі Макконелл Нікола Сандерс Донна Фрейзер (забіг) | 3.20,04 NR |
| Марафон                   | Кетрін Ндереба Кенія                                                                                      | 2:30.37       | Чжоу Чуньсю КНР                                                                             | 2:30.45        | Тоса Рейко Японія                                                                               | 2:30.55    |
| Ходьба 20 кілометрів      | Ольга Каніськіна Росія                                                                                    | 1:30.09       | Тетяна Шемякіна Росія                                                                       | 1:30.42        | Марія Васко Іспанія                                                                             | 1:30.47    |
| Стрибки у висоту          | Бланка Влашич Хорватія                                                                                    | 2,05          | Антонієта ді Мартіно ІталіяГанна Чичерова Росія                                             | 2,03 NR2,03 PB | не вручалась                                                                                    |            |
| Стрибки з жердиною        | Олена Ісінбаєва Росія                                                                                     | 4,80          | Катержина Бадюрова Чехія                                                                    | 4,75 NR        | Світлана Феофанова Росія                                                                        | 4,75       |
| Стрибки в довжину         | Тетяна Лебедєва Росія                                                                                     | 7,03          | Людмила Колчанова Росія                                                                     | 6,92           | Тетяна Котова Росія                                                                             | 6,90 SB    |
| Потрійний стрибок         | Яргеліс Савіньє Куба                                                                                      | 15,28 WL      | Тетяна Лебедєва Росія                                                                       | 15,07          | Марія Шестак Словенія                                                                           | 14,72      |
| Штовхання ядра            | Валері Вілі Нова Зеландія                                                                                 | 20,54 WL AR   | Надія Остапчук Білорусь                                                                     | 20,48 SB       | Надін Кляйнерт Німеччина                                                                        | 19,77 SB   |
| Метання диска             | Франка Дітцш Німеччина                                                                                    | 66,61         | Яреліс Барріос Куба                                                                         | 63,90 PB       | Ніколета Грасу Румунія                                                                          | 63,40      |
| Метання молота            | Бетті Гайдлер Німеччина                                                                                   | 74,76         | Їпсі Морено Куба                                                                            | 74,74          | Чжан Веньсю КНР                                                                                 | 74,39      |
| Метання списа             | Барбора Шпотакова Чехія                                                                                   | 67,07 NR      | Крістіна Оберґфелль Німеччина                                                               | 66,46          | Штеффі Неріус Німеччина                                                                         | 64,42      |
| Семиборство               | Кароліна Клюфт Швеція                                                                                     | 7032 WL ER    | Людмила Блонська Україна                                                                    | 6832 NR        | Келлі Сатертон Велика Британія                                                                  | 6510 SB    |

## Медальний залік
| Місце                | Країна                   | Золото | Срібло | Бронза | Загалом |
| -------------------- | ------------------------ | ------ | ------ | ------ | ------- |
| 1                    | США                      | 14     | 5      | 7      | 26      |
| 2                    | Кенія                    | 5      | 3      | 5      | 13      |
| 3                    | Росія                    | 4      | 7      | 3      | 14      |
| 4                    | Ефіопія                  | 3      | 1      | 0      | 4       |
| 5                    | Німеччина                | 2      | 3      | 2      | 7       |
| 6                    | Чехія                    | 2      | 1      | 0      | 3       |
| 7                    | Австралія                | 2      | 0      | 0      | 2       |
| 8                    | Ямайка                   | 1      | 6      | 3      | 10      |
| 9                    | Багамські Острови        | 1      | 2      | 0      | 3       |
| 9                    | Куба                     | 1      | 2      | 0      | 3       |
| 11                   | Велика Британія          | 1      | 1      | 4      | 6       |
| 12                   | КНР                      | 1      | 1      | 2      | 4       |
| 13                   | Бахрейн                  | 1      | 1      | 0      | 2       |
| 14                   | Білорусь                 | 1      | 0      | 0      | 1       |
| 14                   | Еквадор                  | 1      | 0      | 0      | 1       |
| 14                   | Естонія                  | 1      | 0      | 0      | 1       |
| 14                   | Нова Зеландія            | 1      | 0      | 0      | 1       |
| 14                   | Панама                   | 1      | 0      | 0      | 1       |
| 14                   | Португалія               | 1      | 0      | 0      | 1       |
| 14                   | Фінляндія                | 1      | 0      | 0      | 1       |
| 14                   | Хорватія                 | 1      | 0      | 0      | 1       |
| 14                   | Швеція                   | 1      | 0      | 0      | 1       |
| 23                   | Італія                   | 0      | 2      | 1      | 3       |
| 24                   | Канада                   | 0      | 2      | 0      | 2       |
| 24                   | Україна                  | 0      | 2      | 0      | 2       |
| 24                   | Франція                  | 0      | 2      | 0      | 2       |
| 27                   | Іспанія                  | 0      | 1      | 2      | 3       |
| 28                   | Словенія                 | 0      | 1      | 1      | 2       |
| 29                   | Бразилія                 | 0      | 1      | 0      | 1       |
| 29                   | Домініканська Республіка | 0      | 1      | 0      | 1       |
| 29                   | Катар                    | 0      | 1      | 0      | 1       |
| 29                   | Марокко                  | 0      | 1      | 0      | 1       |
| 29                   | Норвегія                 | 0      | 1      | 0      | 1       |
| 34                   | Польща                   | 0      | 0      | 3      | 3       |
| 35                   | Нідерланди               | 0      | 0      | 2      | 2       |
| 36                   | Бельгія                  | 0      | 0      | 1      | 1       |
| 36                   | Болгарія                 | 0      | 0      | 1      | 1       |
| 36                   | Казахстан                | 0      | 0      | 1      | 1       |
| 36                   | Кіпр                     | 0      | 0      | 1      | 1       |
| 36                   | Румунія                  | 0      | 0      | 1      | 1       |
| 36                   | Словаччина               | 0      | 0      | 1      | 1       |
| 36                   | Туніс                    | 0      | 0      | 1      | 1       |
| 36                   | Уганда                   | 0      | 0      | 1      | 1       |
| 36                   | Швейцарія                | 0      | 0      | 1      | 1       |
| 36                   | Шрі-Ланка                | 0      | 0      | 1      | 1       |
| 36                   | Японія                   | 0      | 0      | 1      | 1       |
| Загалом (46 збірних) | Загалом (46 збірних)     | 47     | 48     | 46     | 141     |